# Spoorlijn Kopenhagen - Malmö
De spoorlijn Kopenhagen - Malmö (Deens: Øresundsbanen, Zweeds: Öresundsbanan) is de spoorlijn tussen Kopenhagen, de hoofdstad van Denemarken op het eiland Seeland en Malmö, de hoofdstad van Skåne län in Zweden.

## Geschiedenis

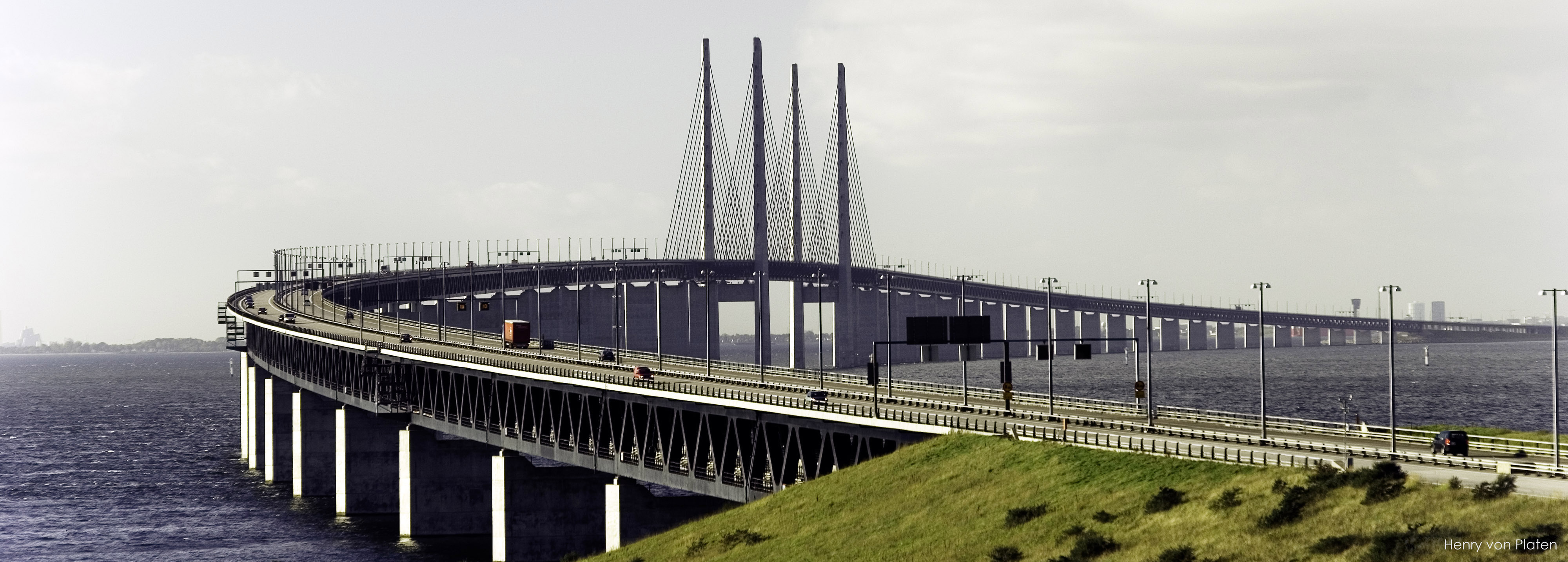
Sontbrug

De verbinding, bestaand uit een spoorlijn met twee sporen en een weg met 2x2 rijstroken, werd op 1 juli 2000 door de Zweedse koning Karel XVI Gustaaf en de Deense koningin Margrethe II geopend.

## Treindiensten

### DSB
De Danske Statsbaner (DSB) verzorgde het personenvervoer op dit traject met IC / Re treinen.
Er bestaat sinds 2000 een rechtstreekse treindienst van København H over deze spoorlijn en verder over de spoorlijn Malmö - Ystad naar de Zweedse stad Ystad waar overgestapt kan worden op de catamarans Villum Clausen en Leonora Christina en het het vracht- en passagiersschip Povl Anker naar de Haven van Rønne op het Deense eiland Bornholm.
De treindienst werd eerst uitgevoerd met treinstellen van het type MF. De treindienst wordt uitgevoerd met treinstellen van het type ET.
- IC: København H - Kastrup - (Fosieby (K)) - Svedala - Skurup - Ystad

### SJ
De Statens Järnvägar verzorgt het personenvervoer op dit traject met X 2000 treinen. De treindienst werd uitgevoerd met treinstellen van het type X 2.
- 80: Stockholm C - Södertalje Süd - Norrköping C - Linköping C - Nässjö C - Alvesta - Hässleholm C - Lund C Malmö C - Luchthaven Kastrup - København H
- 100: Göteborg C - Varberg - Falkenberg - Halmstad C - Hässleholm C - Lund C - Malmö C - Luchthaven Kastrup - København H

Het samenwerkingsverband van Statens Järnvägar (SJ) en Danske Statsbaner (DSB) verzorgde vanaf het begin op 1 juli 2000 tot 11 januari 2009 het personenvervoer op dit traject met Ø-tag sneltreinen.
De treindienst werd uitgevoerd met treinstellen van het type Littera, Zweedse type: X31 / Deense type: ET
- 90: Karlskrona C - Kristianstad C - Hässleholm C - Lund C - Malmö C - Luchthaven Kastrup - København H
- 95: Kalmar C - Emmaboda - Växjo - Alvesta - Hässleholm C - Lünd C - Malmö C - Luchthaven Kastrup - København H
- 100: Göteborg C - Mölndal - Kungsbacka - Varberg - Falkenberg - Halmstad C - Laholm - Båstad - Ängelholm - Helsingborg C - Landskrona - Lund C - Malmö C - Luchthaven Kastrup - København H

### DSBFirst
De DSBFirst verzorgt het personenvervoer op dit traject met Ø-tag sneltreinen.
De treindienst wordt uitgevoerd met treinstellen van het type Littera, Zweedse type: X31 / Deense type: ET
Sinds 11 januari 2009 tot 2015:
- 90: Karlskrona C - Kristianstad C - Hässleholm C - Lund C - Malmö C - Luchthaven Kastrup - København H
- 95: Kalmar C - Emmaboda - Växjo - Alvesta - Hässleholm C - Lünd C - Malmö C - Luchthaven Kastrup - København H
- 100: Göteborg C - Mölndal - Kungsbacka - Varberg - Falkenberg - Halmstad C - Laholm - Båstad - Ängelholm - Helsingborg C - Landskrona - Lund C - Malmö C - Luchthaven Kastrup - København H - Helsingør

### Lokale treindiensten
De treindiensten op het traject (Østerport) - Kopenhagen H - Malmö C worden tot 10 januari 2009 uitgevoerd door de Deense Kystbanen A/S en de Zweedse Öresundstog AB.
De treindiensten lopen van Kopenhagen en Malmö en splitsen verder naar Lund, Landskrona, Kristianstad (Skåne län), Hässleholm, Helsingborg en Helsingør om als intercity verder te gaan naar Göteborg C (Västra Götalands län), Växjö, Karlskrona C (Blekinge län) en Kalmar C (Kalmar län i Småland).
In februari 2007 schreven de onderstaande bedrijven in op de aanbesteding van de spoorlijn Kopenhagen H - Malmö C ook wel Deens: Øresundsbanen, Zweeds: Öresundsbanan:
- Arriva Skandinavien
- DB Regio
- Tågkompaniet
- DSBFirst (samenwerkingsverband tussen DSB en First Group)
- Statens Järnvägar en MTR Corporation Limited
- Veolia Transport Danmark en Veolia Transport Sverige

Op 1 juni 2007 werd bekend dat de aanbesteding van dit traject werd gegund aan DSBFirst een combinatie van de Deense DSB en de Britse First Group die als gaan rijden van 11 januari 2009 tot begin 2017.
De treindiensten worden uitgebreid met het traject Helsingør en København H.

## Aansluitingen

### Kopenhagen H
- Spoorlijn Kopenhagen - Korsør (Vestbanen)
- Spoorlijn Kopenhagen - Helsingør (Kystbanen)
- Spoorlijn Kopenhagen - Hillerød (Nordbanen)
- Spoorlijn Kopenhagen - Ringsted[2]
- S-Tog.
- Metro lijnen M3 en lijn M4 vanaf naar verwachting in 2018.

### Ørestad
- Metro lijn M1.

### Kastrup
- Metro lijn M2. Het eindstation Kastrup werd op 28 september 2007 geopend. Het station bevindt zich deels boven de sporen voor het goederenvervoer.

### Malmö Centraal
- Spoorlijn Katrineholm - Malmö (Södra Stambanan)
- Spoorlijn Ängelholm - Malmö (Godsstråket genom Skåne)
- Spoorlijn Malmö - Ystad (Ystadbanan)
- Spoorlijn Malmö - Trelleborg (Kontinentalbanan)

## Citytunnel Malmö

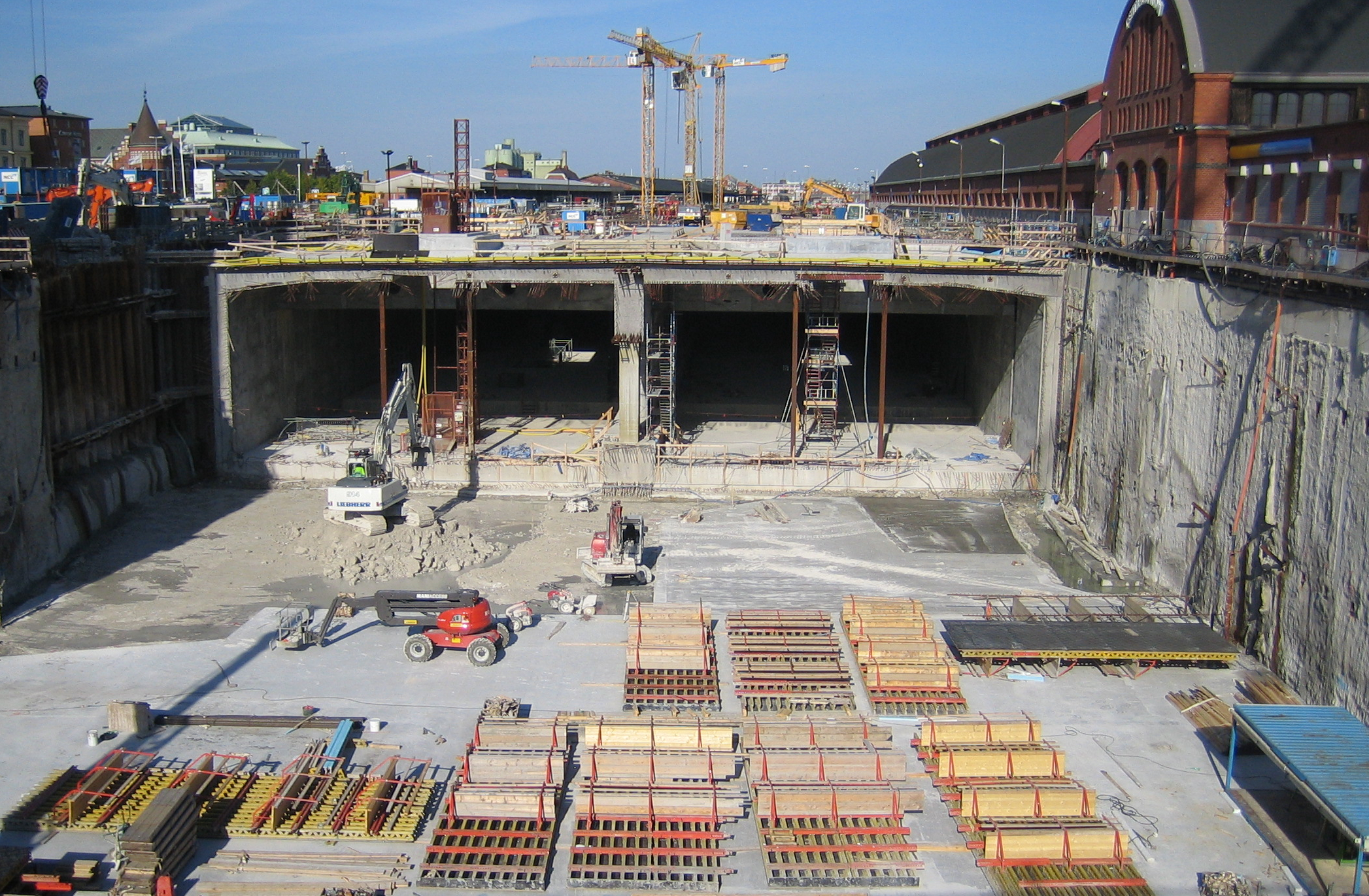
Citytunneln bij Malmö Centraal Station

In 1991 werd gelijk aan de spoorlijn Kopenhagen H - Malmö Centraal Station de planning van een city tunnel door de stad Malmö. In 2005 werd begonnen met de bouw. De tunnelboormachines Anna en Katrin begonnen in november 2006 en februari 2007 met de geboorde tunnel waarbij de tunnelboormachine Anna op 25 maart 2008 en de tunnelboormachine Karin op 21 april 2008 het ondergrondse station Malmö Centraal bereikte.
De Citytunnel Malmö werd op 12 december 2010 in gebruik genomen.

## Elektrische tractie
Het traject Kastrup – Lernackene (Zweden) via de Sontbrug is bij aanleg geëlektrificeerd met een wisselspanning van 25.000 volt 50 Hz. Het traject Lernacken – Malmö is geëlektrificeerd met een wisselspanning van 15.000 volt 16 2/3 Hz. Bij Lernacken bevindt zich een spanningssluis waar beide spanningssoorten gescheiden blijven.

## Beveiliging
De overgang tussen het Deense en Zweedse beveiligings- en signaleringssysteem bevindt zich op het eiland Peberholm. Het Deense systeem heeft een maximumsnelheid van 180 km/u en het Zweedse 200 km/u.